# Port lotniczy Kireńsk
Port lotniczy Kireńsk (ICAO: UIKK) – port lotniczy położony 3 km na zachód od Kireńska, w obwodzie irkuckim, w Rosji.

## Linie lotnicze i połączenia
| Linia Lotnicza  | Kierunek  |
| --------------- | --------- |
| Angara Airlines | 1. Irkuck |